# Гигрофилия
Гигрофилия (от др.-греч. ὑγρός — влажный и φιλία — любовь) — одна из форм экскрементофилии, при которой сексуальное возбуждение вызывает пот партнёра, запах, вкус пота, вид потного тела, его обнюхивание и облизывание, а также отдельных его частей, выделяющих пот: подмышек, ступней, пальцев ног. Последнее часто сочетается с фут-фетишизмом в том числе в виде en:sweat drinking.